# The Voice Kids (France)
The Voice Kids, déclinaison de la version adulte de l'émission The Voice, est une émission de télévision française de télé-crochet musical réalisée notamment par Tristan Carné et Didier Froehly, diffusée sur la chaîne nationale française TF1, depuis le 23 août 2014.
Le programme est réservé à des candidats mineurs âgés de 6 à 15 ans. Durant les saisons 1 à 4, à la différence de The Voice, les coachs sont au nombre de trois. À partir de la saison 5, les coachs sont au nombre de 4, suivant l'évolution de la version originale néerlandaise The Voice of Holland.

## Participants

### Présentation et Coachs
| Présentateurs   | Présentateurs  | Présentateurs    | Saisons                        | Saisons                        | Saisons                        | Saisons                        | Saisons                        | Saisons                        | Saisons                        | Saisons                        | Saisons                        | Saisons                        | Saisons                        |
| Présentateurs   | Présentateurs  | Présentateurs    | 1                              | 2                              | 3                              | 4                              | 5                              | 6                              | 7                              | 8                              | 9                              | 10                             | 11                             |
| --------------- | -------------- | ---------------- | ------------------------------ | ------------------------------ | ------------------------------ | ------------------------------ | ------------------------------ | ------------------------------ | ------------------------------ | ------------------------------ | ------------------------------ | ------------------------------ | ------------------------------ |
| Nikos Aliagas   | Nikos Aliagas  | Nikos Aliagas    | Participant à la/aux saison(s) | Participant à la/aux saison(s) | Participant à la/aux saison(s) | Participant à la/aux saison(s) | Participant à la/aux saison(s) | Participant à la/aux saison(s) | Participant à la/aux saison(s) | Participant à la/aux saison(s) | Participant à la/aux saison(s) | Participant à la/aux saison(s) | Participant à la/aux saison(s) |
| Karine Ferri    | Karine Ferri   | Karine Ferri     | Participant à la/aux saison(s) | Participant à la/aux saison(s) | Participant à la/aux saison(s) | Participant à la/aux saison(s) | Participant à la/aux saison(s) | Participant à la/aux saison(s) | Participant à la/aux saison(s) | Participant à la/aux saison(s) | Participant à la/aux saison(s) | Participant à la/aux saison(s) | Participant à la/aux saison(s) |
| Coachs          | Nb. de saisons | Nb. de victoires | Saisons                        | Saisons                        | Saisons                        | Saisons                        | Saisons                        | Saisons                        | Saisons                        | Saisons                        | Saisons                        | Saisons                        | Saisons                        |
| Coachs          | Nb. de saisons | Nb. de victoires | 1                              | 2                              | 3                              | 4                              | 5                              | 6                              | 7                              | 8                              | 9                              | 10                             | 11                             |
| Patrick Fiori   | 10             | 4                |                                | Participant à la/aux saison(s) | Participant à la/aux saison(s) | Participant à la/aux saison(s) | Participant à la/aux saison(s) | Participant à la/aux saison(s) | Participant à la/aux saison(s) | Participant à la/aux saison(s) | Participant à la/aux saison(s) | Participant à la/aux saison(s) | Participant à la/aux saison(s) |
| M. Pokora       | 3              | 1                |                                |                                | Participant à la/aux saison(s) | Participant à la/aux saison(s) |                                |                                |                                |                                |                                |                                | Participant à la/aux saison(s) |
| Soprano         | 4              | 0                |                                |                                |                                |                                | Participant à la/aux saison(s) | Participant à la/aux saison(s) | Participant à la/aux saison(s) |                                |                                |                                | Participant à la/aux saison(s) |
| Santa           | 1              | 0                |                                |                                |                                |                                |                                |                                |                                |                                |                                |                                | Participant à la/aux saison(s) |
| Jenifer         | 7              | 2                | Participant à la/aux saison(s) | Participant à la/aux saison(s) | Participant à la/aux saison(s) | Participant à la/aux saison(s) | Participant à la/aux saison(s) | Participant à la/aux saison(s) | Participant à la/aux saison(s) |                                |                                |                                |                                |
| Louis Bertignac | 2              | 0                | Participant à la/aux saison(s) | Participant à la/aux saison(s) |                                |                                |                                |                                |                                |                                |                                |                                |                                |
| Garou           | 1              | 0                | Participant à la/aux saison(s) |                                |                                |                                |                                |                                |                                |                                |                                |                                |                                |
| Amel Bent       | 2              | 1                |                                |                                |                                |                                | Participant à la/aux saison(s) | Participant à la/aux saison(s) |                                |                                |                                |                                |                                |
| Kendji Girac    | 3              | 0                |                                |                                |                                |                                |                                |                                | Participant à la/aux saison(s) | Participant à la/aux saison(s) | Participant à la/aux saison(s) |                                |                                |
| Louane          | 1              | 0                |                                |                                |                                |                                |                                |                                |                                | Participant à la/aux saison(s) |                                |                                |                                |
| Julien Doré     | 1              | 0                |                                |                                |                                |                                |                                |                                |                                | Participant à la/aux saison(s) |                                |                                |                                |
| Nolwenn Leroy   | 1              | 0                |                                |                                |                                |                                |                                |                                |                                |                                | Participant à la/aux saison(s) |                                |                                |
| Slimane         | 2              | 1                |                                |                                |                                |                                |                                |                                |                                |                                | Participant à la/aux saison(s) | Participant à la/aux saison(s) |                                |
| Claudio Capéo   | 1              | 0                |                                |                                |                                |                                |                                |                                |                                |                                |                                | Participant à la/aux saison(s) |                                |
| Lara Fabian     | 1              | 1                |                                |                                |                                |                                |                                |                                |                                |                                |                                | Participant à la/aux saison(s) |                                |

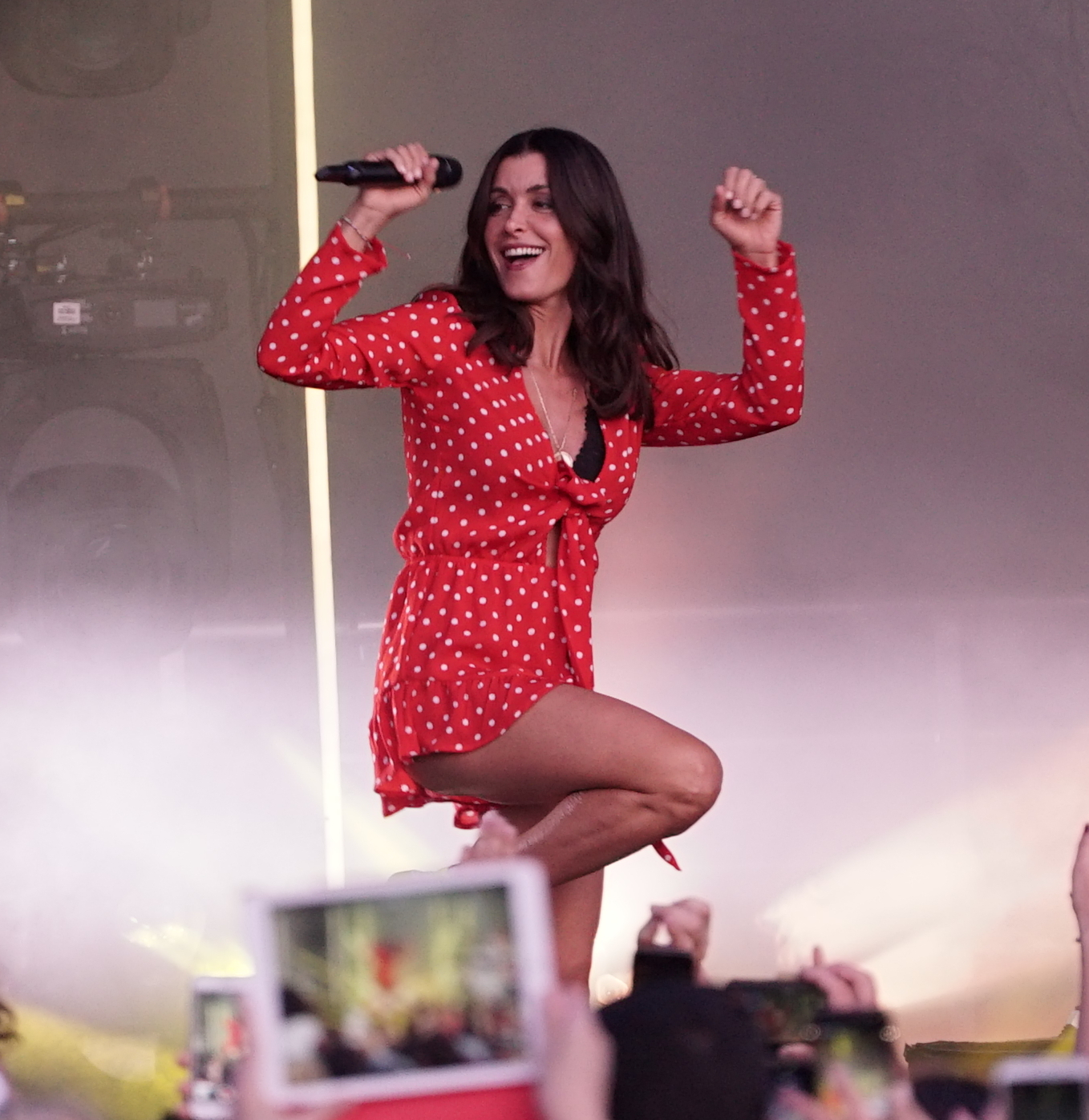
Jenifer (2014-2020)
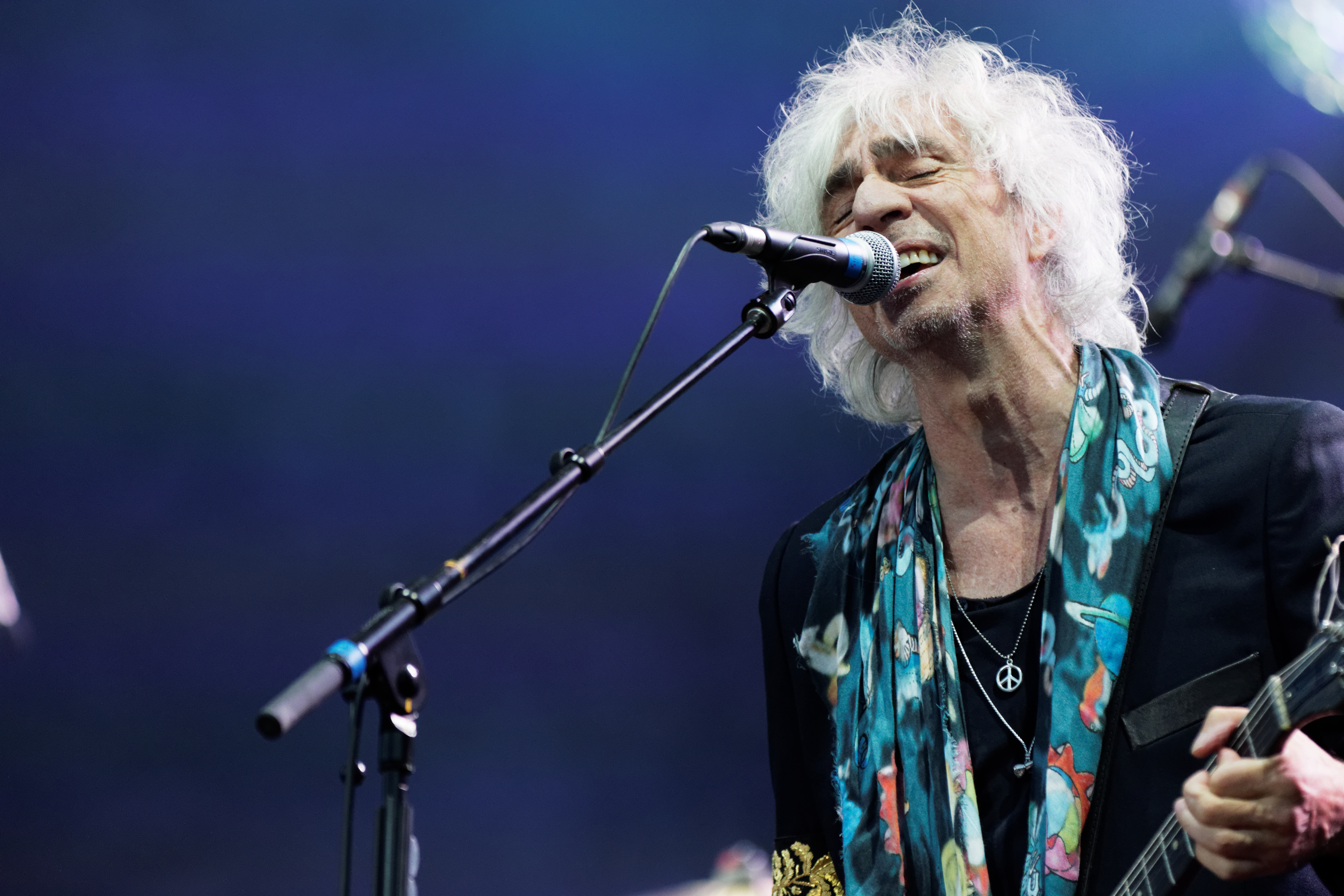
Louis Bertignac (2014-2015)
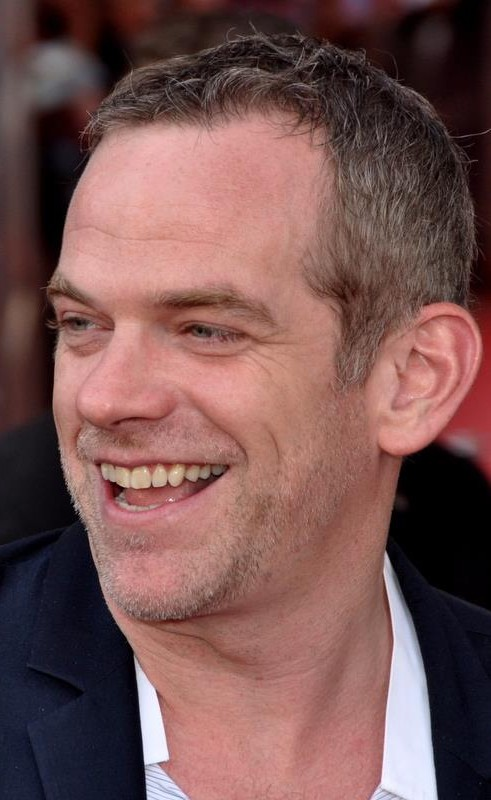
Garou (2014)
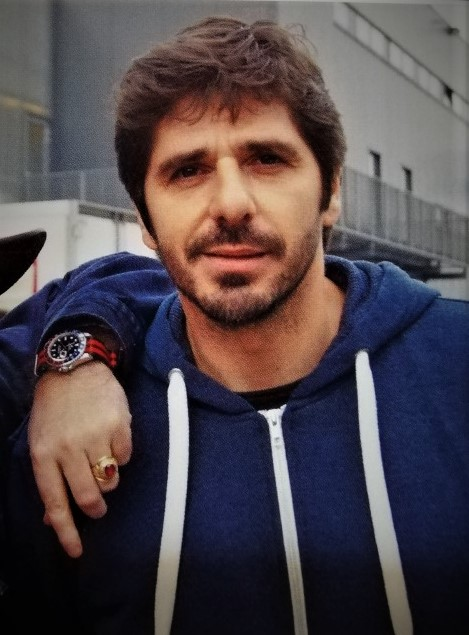
Patrick Fiori (2015-)
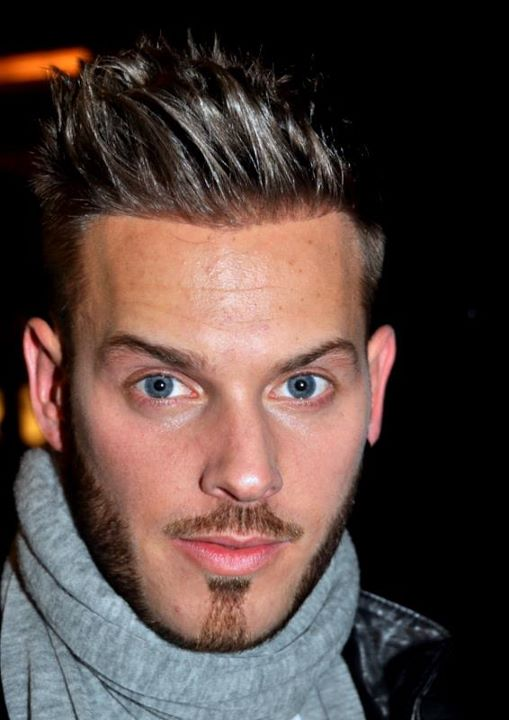
M. Pokora (2016-2017, 2025-)
Amel Bent (2018-2019)
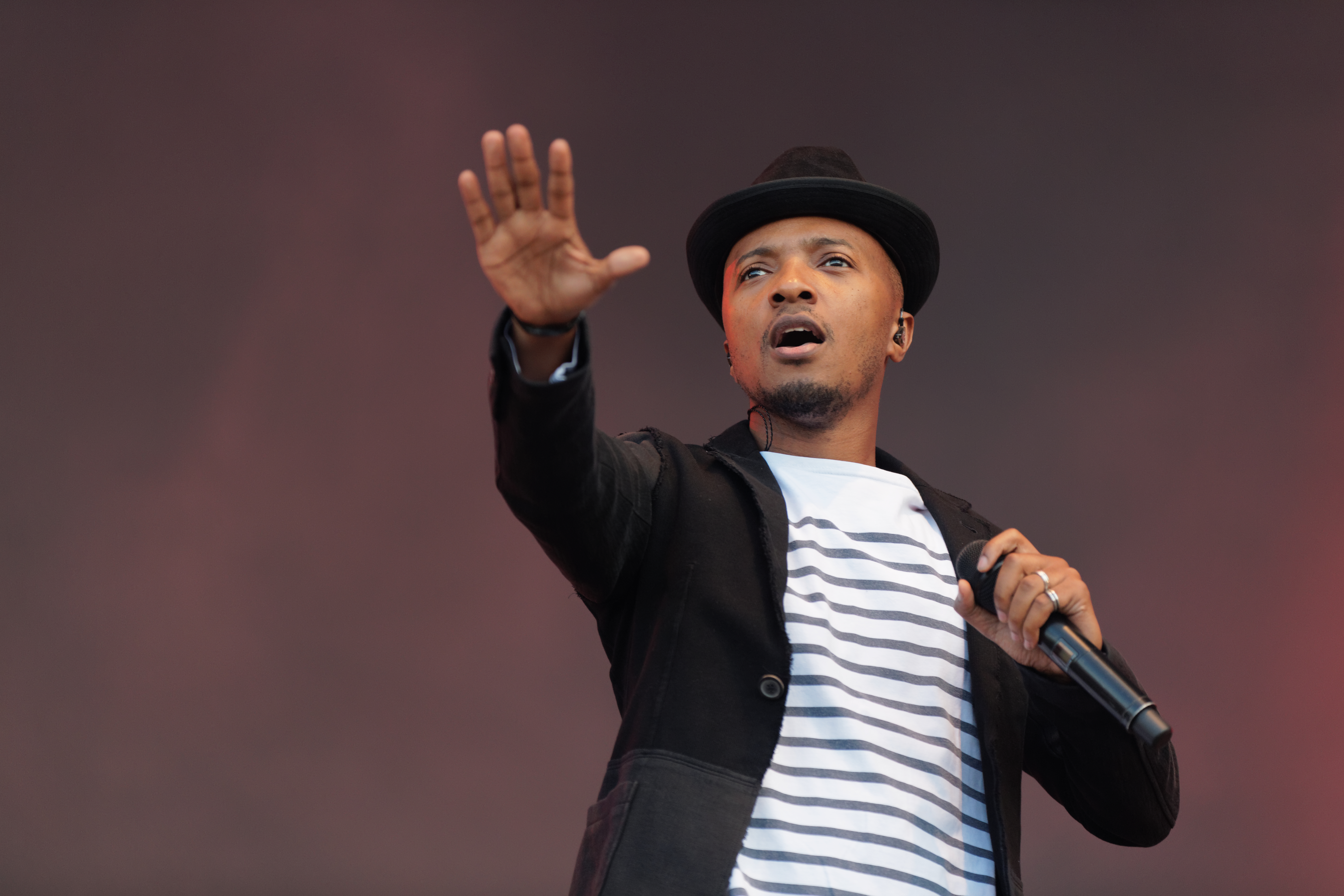
Soprano (2018-2020, 2025-)
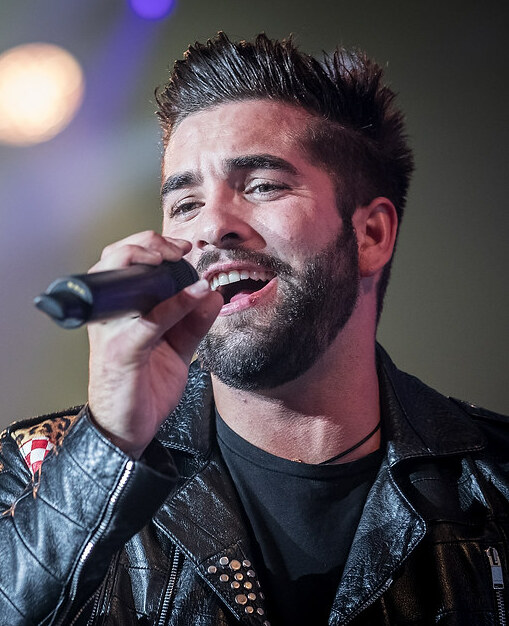
Kendji Girac (2020-2023)
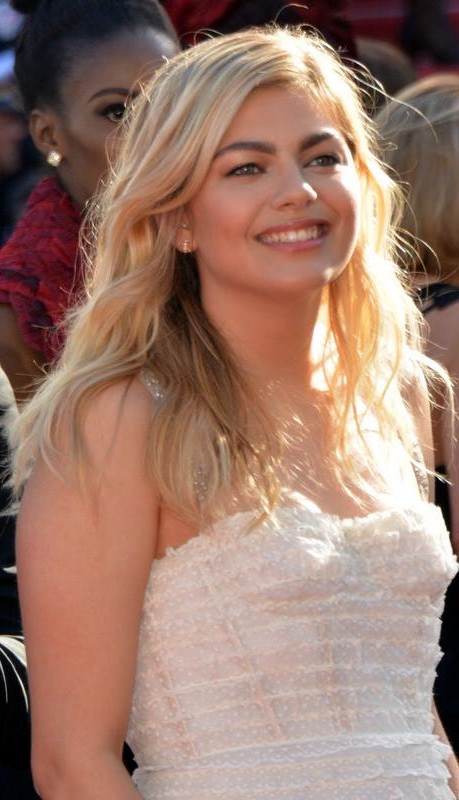
Louane (2022)
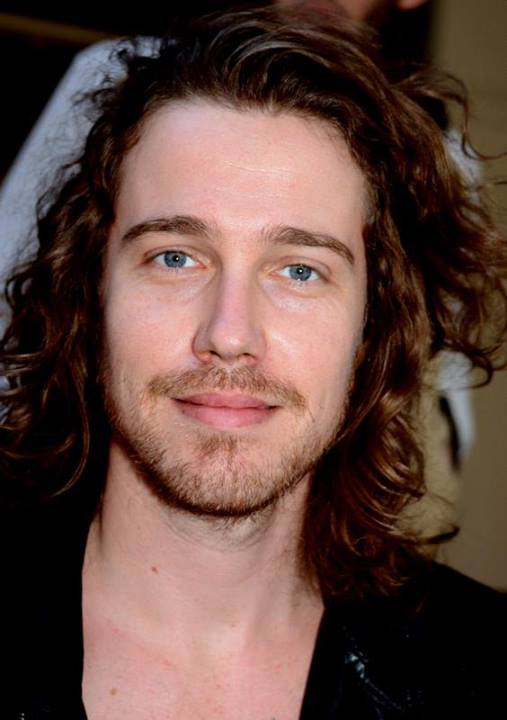
Julien Doré (2022)
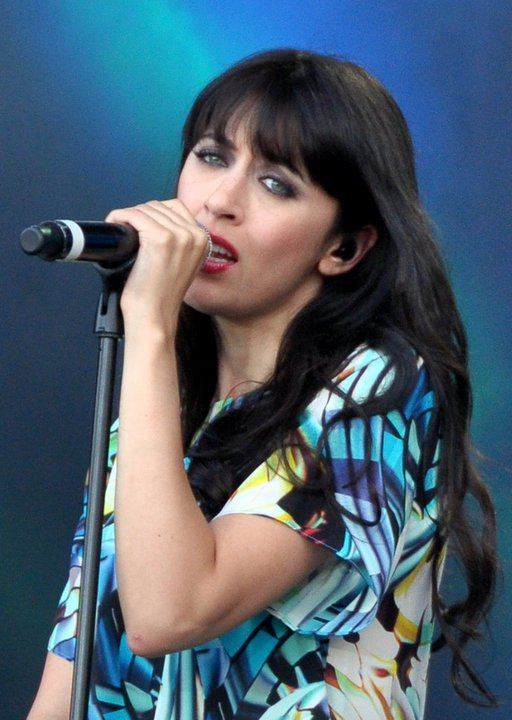
Nolwenn Leroy (2023)
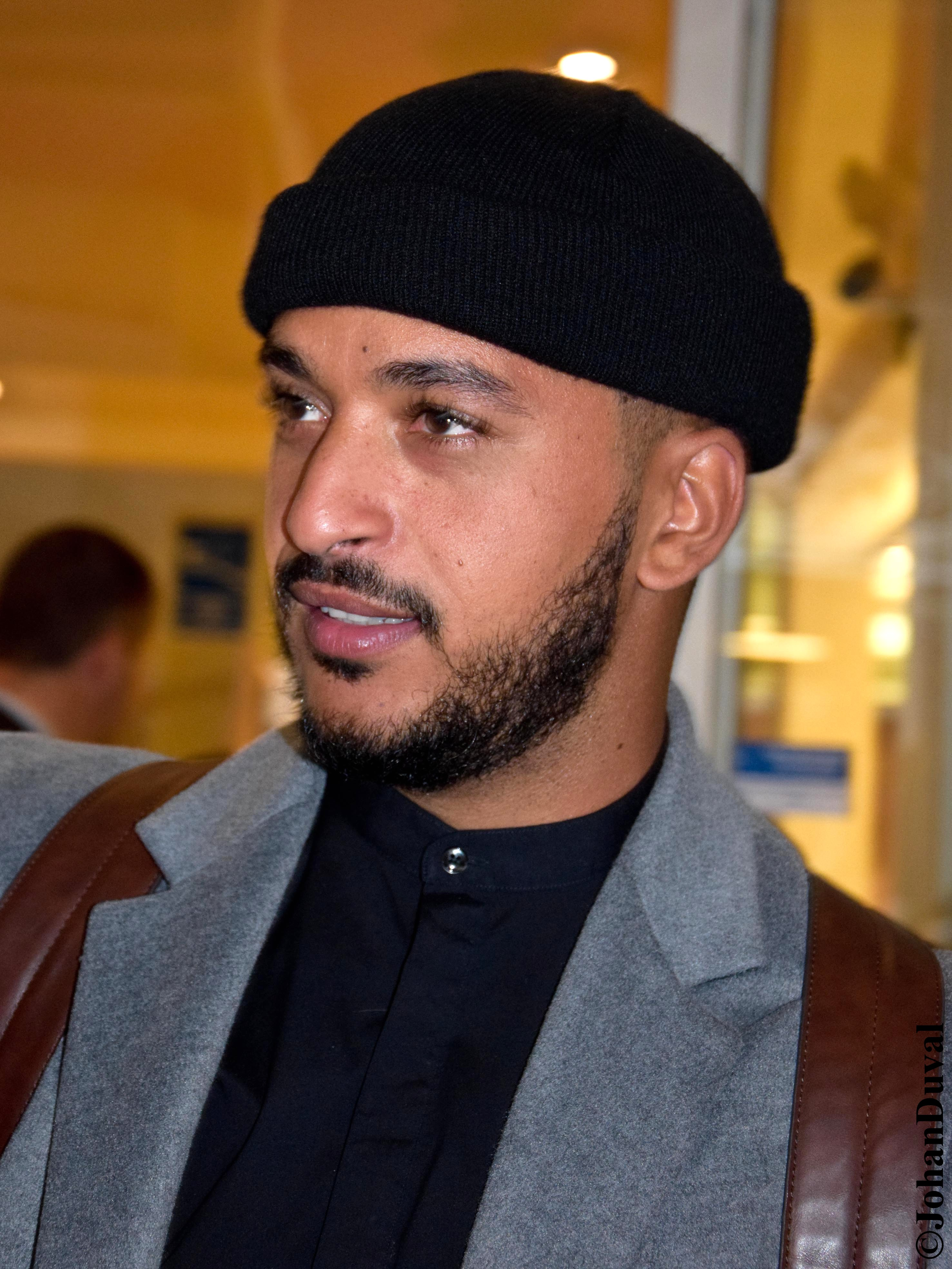
Slimane (2023-2024)
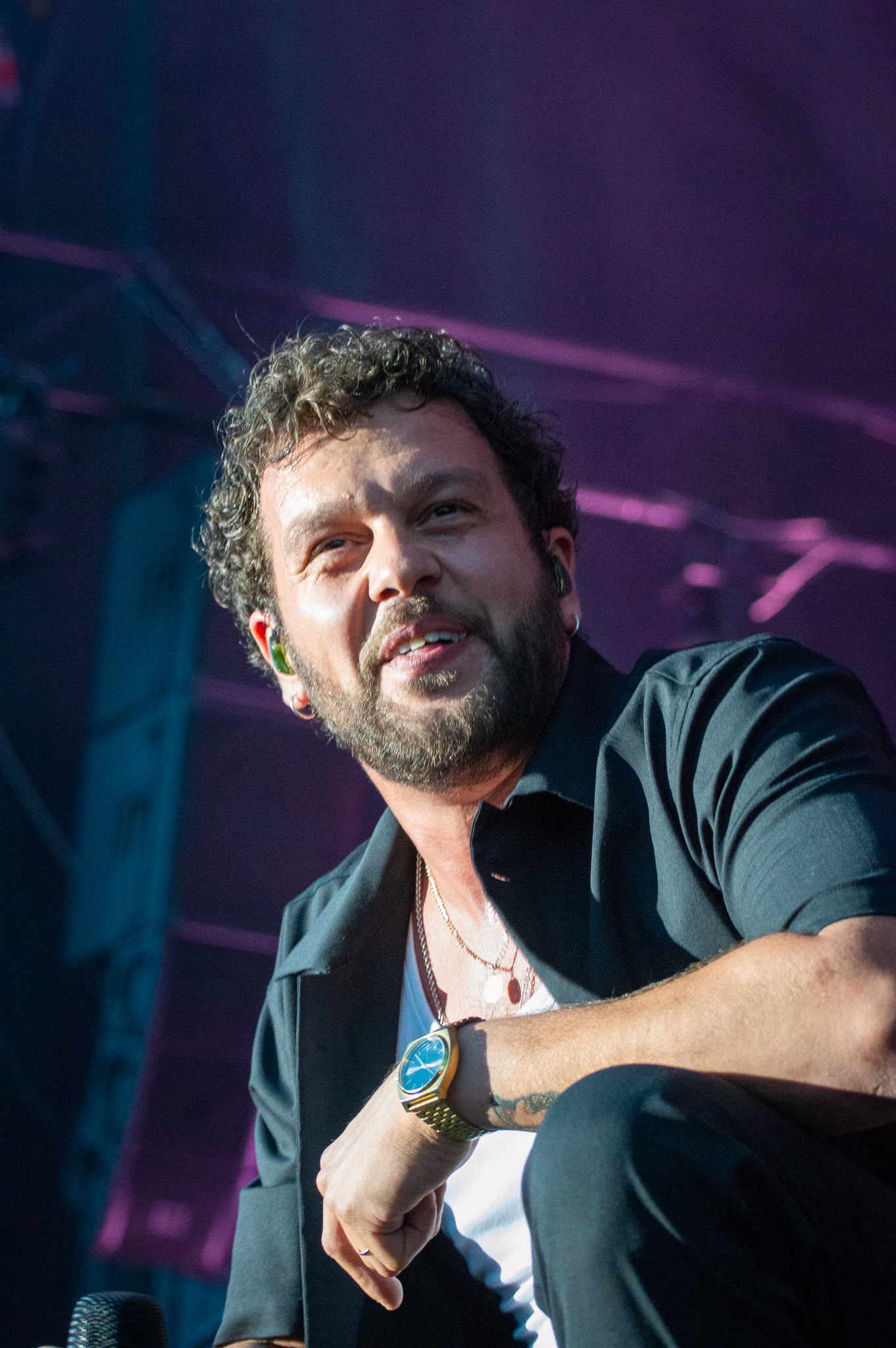
Claudio Capéo (2024)
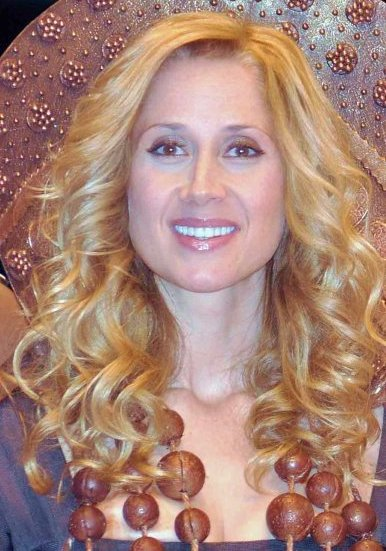
Lara Fabian (2024)
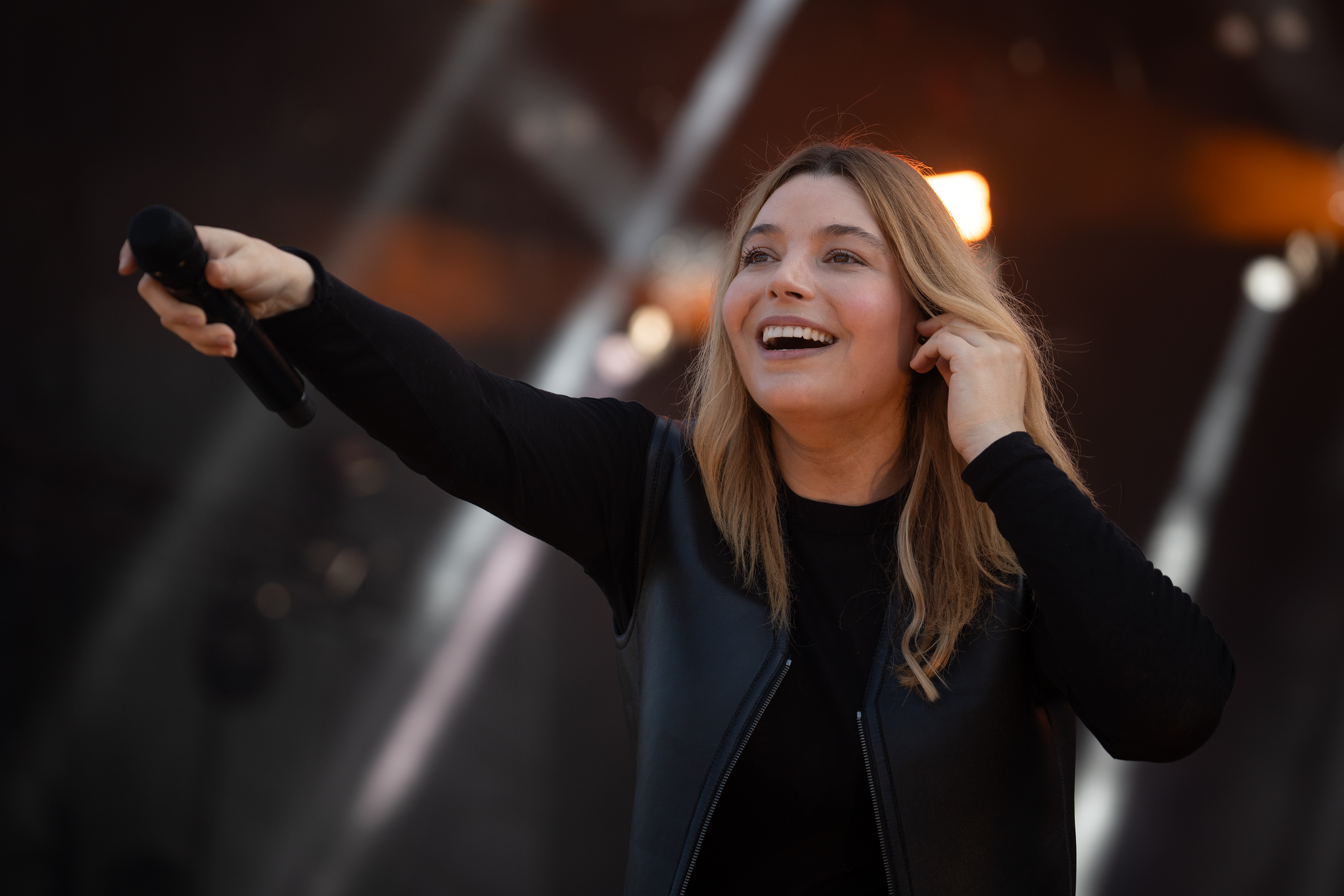
Santa (2025-)

### Résumé des saisons
| Saison | Première          | Finale            | Vainqueur                | Deuxième                | Troisième                  | Quatrième                                             | Présentation  | Présentation | Coachs          | Coachs        | Coachs        | Coachs                                        |
| ------ | ----------------- | ----------------- | ------------------------ | ----------------------- | -------------------------- | ----------------------------------------------------- | ------------- | ------------ | --------------- | ------------- | ------------- | --------------------------------------------- |
| 1      | 23 août 2014      | 20 septembre 2014 | Carla (Jenifer)          | Nemo (Garou)            | Henri (Louis Bertignac)    | Des saisons 1 à 4, il n'y avait que trois finalistes. | Nikos Aliagas | Karine Ferri | Louis Bertignac | Jenifer       | Garou         | Des saisons 1 à 4, il n'y a que trois coachs. |
| 2      | 25 septembre 2015 | 23 octobre 2015   | Jane (Patrick Fiori)     | Lisandro (Jenifer)      | Léo (Louis Bertignac)      | Des saisons 1 à 4, il n'y avait que trois finalistes. | Nikos Aliagas | Karine Ferri | Louis Bertignac | Jenifer       | Patrick Fiori | Des saisons 1 à 4, il n'y a que trois coachs. |
| 3      | 27 août 2016      | 8 octobre 2016    | Manuela (M. Pokora)      | Lou (Jenifer)           | Evän (Patrick Fiori)       | Des saisons 1 à 4, il n'y avait que trois finalistes. | Nikos Aliagas | Karine Ferri | M. Pokora       | Jenifer       | Patrick Fiori | Des saisons 1 à 4, il n'y a que trois coachs. |
| 4      | 19 août 2017      | 30 septembre 2017 | Angelina (Patrick Fiori) | Leelou (Jenifer)        | Betyssam (M. Pokora)       | Des saisons 1 à 4, il n'y avait que trois finalistes. | Nikos Aliagas | Karine Ferri | M. Pokora       | Jenifer       | Patrick Fiori | Des saisons 1 à 4, il n'y a que trois coachs. |
| 5      | 12 octobre 2018   | 7 décembre 2018   | Emma (Jenifer)           | Ermonia (Amel Bent)     | Lili (Soprano)             | Carla (Patrick Fiori)                                 | Nikos Aliagas | Karine Ferri | Soprano         | Jenifer       | Patrick Fiori | Amel Bent                                     |
| 6      | 23 août 2019      | 25 octobre 2019   | Soan (Amel Bent)         | Natihei (Jenifer)       | Manon (Patrick Fiori)      | Philippe (Soprano)                                    | Nikos Aliagas | Karine Ferri | Soprano         | Jenifer       | Patrick Fiori | Amel Bent                                     |
| 7      | 22 août 2020      | 10 octobre 2020   | Rébecca (Patrick Fiori)  | Abdellah (Kendji Girac) | Naomi (Kendji Girac)       | Éma (Patrick Fiori)                                   | Nikos Aliagas | Karine Ferri | Soprano         | Jenifer       | Patrick Fiori | Kendji Girac                                  |
| 8      | 20 août 2022      | 8 octobre 2022    | Raynaud (Patrick Fiori)  | Loghane (Julien Doré)   | Loghane (Julien Doré)      | Loghane (Julien Doré)                                 | Nikos Aliagas | Karine Ferri | Julien Doré     | Louane        | Patrick Fiori | Kendji Girac                                  |
| 8      | 20 août 2022      | 8 octobre 2022    | Raynaud (Patrick Fiori)  | Sara (Kendji Girac)     |                            |                                                       | Nikos Aliagas | Karine Ferri | Julien Doré     | Louane        | Patrick Fiori | Kendji Girac                                  |
| 8      | 20 août 2022      | 8 octobre 2022    | Raynaud (Patrick Fiori)  | Sanaa (Louane)          |                            |                                                       | Nikos Aliagas | Karine Ferri | Julien Doré     | Louane        | Patrick Fiori | Kendji Girac                                  |
| 9      | 4 juillet 2023    | 29 août 2023      | Durel (Slimane)          | Lucie (Patrick Fiori)   | Lou-Agathe (Nolwenn Leroy) | Lou-Agathe (Nolwenn Leroy)                            | Nikos Aliagas | Karine Ferri | Slimane         | Nolwenn Leroy | Patrick Fiori | Kendji Girac                                  |
| 9      | 4 juillet 2023    | 29 août 2023      | Durel (Slimane)          | Lucie (Patrick Fiori)   | Ilyana (Kendji Girac)      |                                                       | Nikos Aliagas | Karine Ferri | Slimane         | Nolwenn Leroy | Patrick Fiori | Kendji Girac                                  |
| 10     | 17 août 2024      | 5 octobre 2024    | Tim (Lara Fabian)        | Coline (Slimane)        | Coline (Slimane)           | Coline (Slimane)                                      | Nikos Aliagas | Karine Ferri | Slimane         | Lara Fabian   | Patrick Fiori | Claudio Capéo                                 |
| 10     | 17 août 2024      | 5 octobre 2024    | Tim (Lara Fabian)        | Louis (Claudio Capéo)   |                            |                                                       | Nikos Aliagas | Karine Ferri | Slimane         | Lara Fabian   | Patrick Fiori | Claudio Capéo                                 |
| 10     | 17 août 2024      | 5 octobre 2024    | Tim (Lara Fabian)        | April (Patrick Fiori)   |                            |                                                       | Nikos Aliagas | Karine Ferri | Slimane         | Lara Fabian   | Patrick Fiori | Claudio Capéo                                 |
| 11     | 30 août 2025      | Prochainement     | Prochainement            | Prochainement           | Prochainement              | Prochainement                                         | Nikos Aliagas | Karine Ferri | Soprano         | Santa         | Patrick Fiori | M. Pokora                                     |

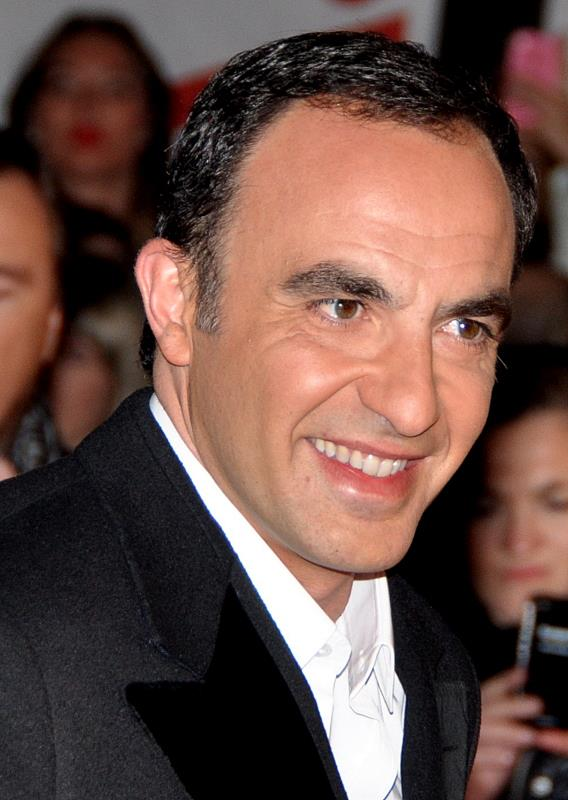
Nikos Aliagas, présentateur principal (2014-)
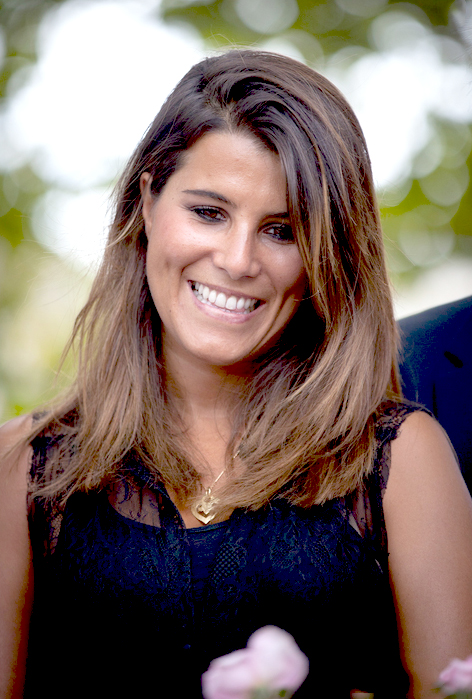
Karine Ferri, présentatrice en coulisses (2014-2025)

## Les saisons

### Saison 1 (2014)
La première saison de The Voice Kids a été diffusée du samedi 23 août au samedi 20 septembre 2014. Les coachs de cette première saison sont Jenifer, Louis Bertignac et Garou.
Les auditions à l'aveugle se sont déroulées en octobre 2013 et ont été diffusées en août 2014. Les battles se sont déroulées en décembre 2013 et ont été diffusées fin août-début septembre 2014.
La finale s'est déroulée le 20 septembre 2014 en direct du plateau de la Plaine-Saint-Denis.
C'est Carla Georges, coachée par Jenifer, qui remporte la première édition face à Henri et Nemo. Elle a fait partie (pendant une courte durée) du groupe Kids United avant de sortir un album.
Gloria et Esteban, deux autres candidats de la saison, ont également rejoint les Kids United.

### Saison 2 (2015)
Le samedi 20 septembre 2014, Karine Ferri annonce officiellement l'ouverture des castings pour une saison 2 de The Voice Kids[réf. nécessaire]. Le chanteur Garou est remplacé par Patrick Fiori.
Les auditions se sont déroulées en octobre 2014 pendant les vacances de la Toussaint. La saison 2 a été diffusée à partir du vendredi 25 septembre 2015 sur TF1.
C'est Jane Constance, coachée par Patrick Fiori, qui remporte la seconde édition face à Léo coaché par Louis Bertignac et Lisandro Cuxi (futur vainqueur de la saison 6 de The Voice), coaché par Jenifer.
Bilal Hassani, un candidat de la saison, a par la suite représenté la France au Concours Eurovision 2019 à Tel-Aviv en Israël, avec la chanson Roi.
Lenni-Kim, un autre candidat de la saison, a depuis sorti deux albums et a participé à la huitième saison de l'émission Danse avec les stars ; il est également comédien.
Marine, éliminée lors des auditions à l'aveugle lors de cette saison, est la gagnante de la saison 12 de la Star Academy.

### Saison 3 (2016)
Le 4 septembre 2015[réf. nécessaire], TF1 annonce avoir commandé une 3e saison avant même la diffusion de la 2e.
Le jury est composé de Jenifer, Patrick Fiori et M. Pokora.
Les enregistrements ont débuté le 29 octobre 2015, soit moins d'une semaine après la finale de la deuxième saison. Cette saison est diffusée du 27 août au 8 octobre 2016.
C'est Manuela Diaz, coachée par M. Pokora, qui remporte la troisième édition face à Lou Jean et Evan.
Evän a sorti un album de cinq chansons.
Lou a sorti deux albums (l'un d'eux certifié disque de platine et l'autre disque d'or). Elle est également comédienne, notamment dans la série Demain nous appartient.

### Saison 4 (2017)
Le jury reste inchangé et est toujours composé de Jenifer, Patrick Fiori et M. Pokora.
Les auditions à l'aveugle, les battles et la demi-finale ont été tournées lors des vacances de la Toussaint 2016.
La quatrième saison est diffusée du 19 août 2017 au 30 septembre 2017 à 21 h sur TF1.
C'est Angelina, coachée par Patrick Fiori, qui remporte cette quatrième édition face à Leelou et Betyssam.
Angelina Nava, la gagnante de la 4e saison de The Voice Kids a représenté la France au Concours Eurovision de la chanson junior 2018 à Minsk en Biélorussie avec la chanson Jamais sans toi. Elle s'est classée deuxième sur vingt pays participants. Elle a sorti un album.
Une autre participante, Valentina Tronel, a fait partie du groupe Kids United Nouvelle Génération entre 2018 et 2021 et a représenté la France au Concours Eurovision de la chanson junior 2020 à Varsovie en Pologne avec sa chanson J'imagine. Elle s'est classée première sur 12 pays offrant la première victoire de la France au concours. Depuis, elle a sorti 2 albums.

### Saison 5 (2018)
Pour cette cinquième saison, une grande nouveauté fait son apparition : la présence de quatre coachs (comme dans la version néerlandaise originale de The Voice Kids et dans la version « adultes » du télé-crochet) au lieu de trois précédemment. Ainsi, le jury est toujours composé de Patrick Fiori et Jenifer et est complété par Soprano (qui remplace M. Pokora) et Amel Bent. La règle du « talent volé » déjà présente dans The Voice fait également son apparition lors de la demi-finale.
Le tournage de la saison 5 a débuté le 26 octobre 2017.
Les auditions à l'aveugle sont diffusées à partir du vendredi 12 octobre 2018 à la suite de l'annulation de la saison 19 de Koh-Lanta. La saison s'est terminée le 7 décembre 2018.
Un nouveau logo est également présenté, à la suite du changement de société de production.
C'est Emma, coachée par Jenifer qui remporte cette cinquième édition face à Carla, Ermonia et Lili. Emma a commencé l'aventure dans l'équipe de Soprano, avec qui elle a gardé le contact après l’émission. En 2020, elle est en duo avec L'Algérino sur le titre Oh Mon papa qui s’accompagne d’un clip.
Carla Lazzari a représenté la France au Concours Eurovision de la chanson Junior 2019 à Gliwice en Pologne avec la chanson Bim bam toi et s'est classée 5e sur les 19 pays participants. En 2020, elle sort son premier album.

### Saison 6 (2019)
Le jury reste inchangé et est toujours composé de Patrick Fiori, Jenifer, Soprano et Amel Bent.
Le tournage de la saison 6 a débuté le 23 octobre 2018. Elle est diffusée du 23 août au 25 octobre 2019.
C'est Soan, coaché par Amel Bent, qui remporte cette sixième édition face à Manon, Natihei et Philippe. Soan est le premier garçon à remporter The Voice Kids. Il a commencé l'aventure dans l'équipe de Soprano.

### Saison 7 (2020)
Le jury est toujours composé de Patrick Fiori, Jenifer et Soprano ; il est complété par Kendji Girac, ancien gagnant de The Voice qui remplace Amel Bent.
Le tournage de la saison 7 a débuté le 28 octobre 2019. Elle est diffusée du 22 août au 10 octobre 2020.
Jenifer étant testée positive au Covid-19, elle n'est pas présente sur le plateau pour la grande finale mais en visioconférence depuis chez elle.
C'est Rébecca Sayaque, coachée par Patrick Fiori, qui remporte cette septième édition face à Abdellah, Naomi et Éma .
Trois autres participants ont respectivement représentés la France au Concours Eurovision de la chanson junior : Enzo à Paris en 2021 avec sa chanson Tic Tac qui s'est classé 3e sur 19 pays,
Lissandro à Erevan en Arménie avec sa chanson Oh Maman ! qui s'est classé 1er sur 16 pays en 2022 et Zoé Clauzure à Nice avec sa chanson Cœur qui s'est classée 1re sur 16 pays en 2023.

### Saison 8 (2022)
Remplacée en 2021 par une saison All Stars de The Voice, la 8e saison de The Voice Kids n'est diffusée qu'en 2022.
Le jury est toujours composé de Patrick Fiori et Kendji Girac ; il est complété par Louane, l’ancienne candidate de The Voice, qui remplace Jenifer et par Julien Doré, qui remplace Soprano.
Les auditions à l'aveugle ont été tournées du 2 novembre 2021 au 4 novembre 2021, les battles ont été tournées le 8 janvier 2022 et la demi-finale a été tournée le 28 janvier 2022. Elle est diffusée du 20 août 2022 au 8 octobre 2022.
C'est Raynaud, coaché par Patrick Fiori, qui remporte cette huitième édition face à Sanaa, Sara et Loghane. Il devient le deuxième garçon à remporter The Voice Kids, après Soan, en 2019.
Titouan a représenté la France au concours eurovision de la chanson junior 2024 à Madrid en Espagne avec la chanson Comme ci comme ça et s'est classé 4e sur les 17 pays participants en 2024.

### Saison 9 (2023)
Renouvelé avant la fin de diffusion de la saison précédente, le jury de la neuvième saison est officialisé quelques jours après la finale de l'édition 2022. Il est toujours composé de Patrick Fiori et Kendji Girac ainsi que de Nolwenn Leroy, coach surprise de la onzième saison de The Voice et Slimane, coach des septième et huitième saisons de The Voice Belgique et de la première saison de The Voice Kids Belgique.
Les auditions à l'aveugle ont été tournés du dimanche 23 au mardi 25 octobre 2022, les battles ont été tournées le 7 janvier 2023 et la demi-finale a été tournée le 21 janvier 2023. Elle est diffusée, pour la première fois les mardis, du 4 juillet au 29 août 2023.
C'est Durel, coaché par Slimane, qui remporte cette neuvième édition face à Lucie, Ilyana et Lou-Agathe.

### Saison 10 (2024)
Le 19 octobre 2023, la composition du jury est annoncée : Patrick Fiori et Slimane retrouvent leur fauteuil respectif. Ils sont accompagnés de Claudio Capéo, ancien candidat de la cinquième saison de The Voice et de Lara Fabian coach lors de la neuvième saison de The Voice ,.
Elle est diffusée du 17 août 2024 au 5 octobre 2024.
C'est Tim, coaché par Lara Fabian, qui remporte cette dixième édition face à April, Coline et Louis.

## Audiences
| Saison | Saison | Jour et horaire de diffusion | Jour et horaire de diffusion | Nb. d'épisodes | Période de diffusion               | Audience lancement | Audience lancement | Audience finale | Audience finale | Audience moyenne | Audience moyenne | Références |
| Saison | Saison | Jour et horaire de diffusion | Jour et horaire de diffusion | Nb. d'épisodes | Période de diffusion               | Téléspectateurs    | PDM                | Téléspectateurs | PDM             | Téléspectateurs  | PDM              | Références |
| ------ | ------ | ---------------------------- | ---------------------------- | -------------- | ---------------------------------- | ------------------ | ------------------ | --------------- | --------------- | ---------------- | ---------------- | ---------- |
|        | 1      | Samedi                       | 20 h 50                      | 5              | 23 août 2014- 20 septembre 2014    | 6 361 000          | 34,2 %             | 5 776 000       | 30,5 %          | 5 723 200        | 30,6 %           | NC         |
|        | 2      | Vendredi                     | 20 h 50                      | 5              | 25 septembre 2015- 23 octobre 2015 | 5 588 000          | 26,2 %             | 5 895 000       | 28,4 %          | 5 560 000        | 26,1 %           | ,          |
|        | 3      | Samedi                       | 20 h 55                      | 7              | 27 août 2016- 8 octobre 2016       | 3 654 000          | 22,6 %             | 4 787 000       | 24,8 %          | 4 272 000        | 23,5 %           | NC         |
|        | 4      | Samedi                       | 20 h 55                      | 7              | 19 août 2017- 30 septembre 2017    | 3 782 000          | 23,7 %             | 4 430 000       | 22,4 %          | 4 266 000        | 23,8 %           | NC         |
|        | 5      | Vendredi                     | 21 h 10                      | 8              | 12 octobre 2018- 7 décembre 2018   | 4 328 000          | 22,5 %             | 4 098 000       | 21,6 %          | 4 314 000        | 22,1 %           | NC         |
|        | 6      | Vendredi                     | 21 h 10                      | 8              | 23 août 2019- 25 octobre 2019      | 3 469 000          | 23 %               | 3 718 000       | 20,3 %          | 3 383 000        | 19,3 %           | ,          |
|        | 7      | Samedi                       | 21 h 10                      | 8              | 22 août 2020- 10 octobre 2020      | 3 377 000          | 21,3 %             | 3 964 000       | 22,1 %          | 3 606 000        | 20,6 %           | NC         |
|        | 8      | Samedi                       | 21 h 10                      | 8              | 20 août 2022- 8 octobre 2022       | 3 213 000          | 22,3 %             | 3 108 000       | 19,5 %          | 3 125 000        | 19,9 %           | NC         |
|        | 9      | Mardi                        | 21 h 10                      | 9              | 4 juillet 2023- 29 août 2023       | 2 758 000          | 17 %               | 3 054 000       | 19,2 %          | 3 075 000        | 20,5 %           | ,          |
|        | 10     | Samedi                       | 21 h 10                      | 8              | 17 août 2024 - 5 octobre 2024      | 2 945 000          | 18,3 %             | 2 505 000       | 16,4 %          | 2 614 000        | 18,2 %           | 31         |
|        | 11     |                              |                              |                | 2025                               |                    |                    |                 |                 |                  |                  |            |

| |
| Légende : Saison 1 / Saison 2 / Saison 3 / Saison 4 / Saison 5 / Saison 6 / Saison 7 / Saison 8 / Saison 9 / Saison 10 |